# Zosterops chloronothos
Zosterops chloronothos е вид птица от семейство Zosteropidae. Видът е критично застрашен от изчезване.

## Разпространение
Видът е разпространен в Мавриций.